# Гастон Таумент
Гастон Таумент (нід. Gaston Taument, нар. 1 жовтня 1970, Гаага) — нідерландський футболіст, що грав на позиції флангового півзахисника. По завершенні ігрової кар'єри — тренер. Наразі входить до тренерського штабу клубу «Феєнорд».
Чемпіон Нідерландів, чотириразовий володар Кубка Нідерландів, володар Суперкубка Нідерландів.

## Клубна кар'єра
У дорослому футболі дебютував 1988 року виступами за команду клубу «Феєнорд», в якій провів дев'ять сезонів, взявши участь у 204 матчах чемпіонату. За цей час чотири рази виборював титул володаря Кубка Нідерландів, ставав володарем Суперкубка Нідерландів, чемпіоном Нідерландів.
Протягом 1989–1990 років на правах оренди захищав кольори команди клубу «Ексельсіор» (Роттердам).
Згодом з 1997 по 2000 рік грав у складі команд клубів «Бенфіка», «Андерлехт» та ОФІ.
Завершив професійну ігрову кар'єру у клубі «Рапід» (Відень), за команду якого виступав протягом 2000–2002 років.

## Виступи за збірну
1992 року дебютував в офіційних матчах у складі національної збірної Нідерландів. Протягом кар'єри у національній команді, яка тривала 5 років, провів у формі головної команди країни 15 матчів, забивши 2 голи.
У складі збірної був учасником чемпіонату світу 1994 року у США, чемпіонату Європи 1996 року в Англії.

## Кар'єра тренера
Розпочав тренерську кар'єру, повернувшись до футболу після невеликої перерви, 2010 року, увійшовши до тренерського штабу клубу «Феєнорд». Наразі досвід тренерської роботи обмежується цим клубом, в якому Гастон Таумент працює і досі.

## Досягнення
- Чемпіон Нідерландів: 1992-93
- Володар Кубка Нідерландів: 1990-91, 1991-92, 1993-94, 1994-95
- Володар Суперкубка Нідерландів: 1991